# Шаралиев, Борислав
Борисла́в Анге́лов Шарали́ев (болг. Борислав Ангелов Шаралиев; 22 августа 1922, Пловдив, Болгария — 9 мая 2002, София, Болгария) — болгарский кинорежиссёр и сценарист. Народный артист НРБ.

## Биография
С 1943 года выступал на театральных подмостках. В 1947—1950 годах учился во ВГИКе (мастерская Сергея Юткевича). С 1954 года в штате Студии художественных фильмов. Режиссёрский дебют — «Песня о человеке» (1954). Автор разножанровых картин: музыкальных комедий, бытоописаний кинематографистов, проблематика молодёжи, исторические повествования.

## Избранная фильмография

### Режиссёр
- 1954 — Песня о человеке / Песен за човека
- 1956 — Две победы / Две победи
- 1959 — Тихим вечером / В тиха вечер
- 1962 — Двое под небом / Двама под небето
- 1964 — Васката / Васката
- 1965 — Рыцарь без доспехов / Рицар без броня
- 1968 — Один съёмочный день / Един снимачен ден
- 1970 — Прощайте, друзья! / Сбогом, приятели!
- 1971 — Необходимый грешник / Необходимият грешник
- 1973 — Ожидание / Очакване
- 1976 — Апостолы / Апостолите (по «Запискам болгарских восстаний» Захария Стоянова)
- 1979 — Всё – любовь / Всичко е любов
- 1981 — Удар / Ударът (в советском прокате «И настанет утро»)
- 1984 — Борис I / Борис I

## Награды
- 1954 — Димитровская премия («Песня о человеке»)
- 1959 — Димитровская премия
- 1963 — приз Международного кинофестиваля в Лейпциге («Две победы»)
- 1966 — приз Лев Сан-Марко - лучший молодежный фильм 27-го Венецианского кинофестиваля («Рыцарь без доспехов»)
- 1977 — Народный артист БНР